# Col·legi de Nostra Senyora de l'Antiga

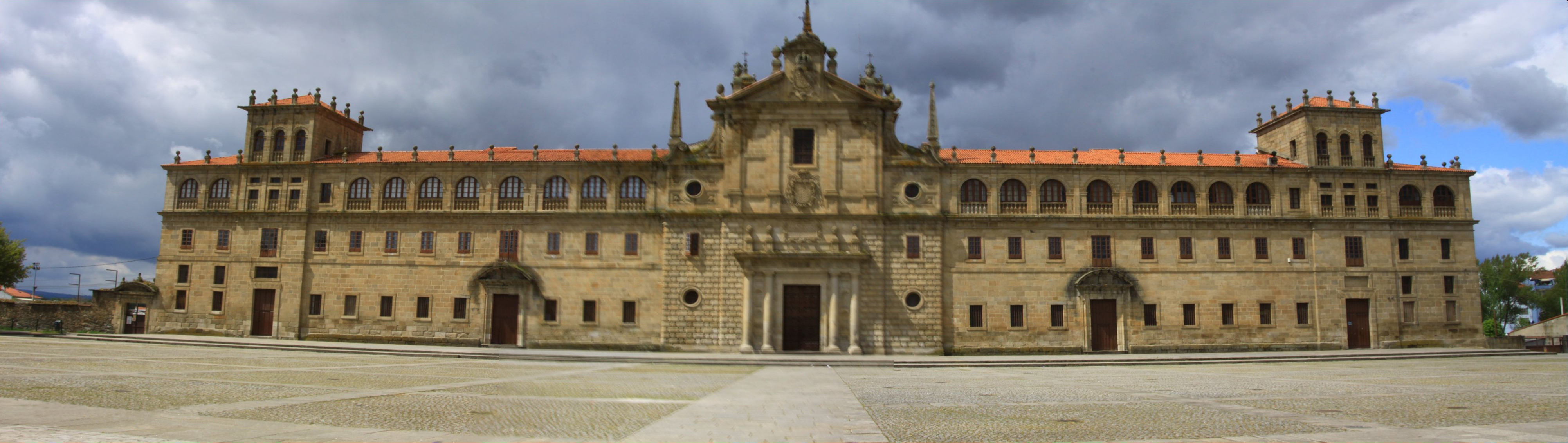
Imatge general del col·legi.

El Col·legi de Nostra Senyora de l'Antiga (en gallec: Colexio da Nosa Señora da Antiga) és un edifici d'estil herrerià construït a les darreries del segle xvi a la localitat gallega de Monforte de Lemos, a la província de Lugo. És conegut sovint com l'Escorial gallec, per ésser una de les poques manifestacions d'aquest estil a Galícia, caracteritzat per la regularitat de les seves formes i la sobrietat en els detalls.

## Història
Està relacionat amb la figura del cardenal Rodrigo de Castro, potser l'últim príncep eclesiàstic del Renaixement, arquebisbe de Sevilla i gran benefactor de Monforte, a més de mecenes de les arts.
L'any 1598 l'escultor Gregorio Español va ser contractat per treballar en les obres del col·legi.
El col·legi fou Reial Seminari d'Estudis fins al 1773 i germen de la universitat, ostentant fins a set càtedres en un moment en què encara no era implantada a la província. Originàriament regentat pels jesuïtes, la Pragmàtica sanció de 1767, que va ordonar llur expulsió d'Espanya, va comportar l'eliminació de tot símbol existent que recordés lllur estada al país, extrem que es pot constatar observant l'espai en blanc que va deixar l'escut després de ser retirat del retaule de Francisco de Moure. Des de mitjan segle xviii era propietat de la família d'Alba, que el van cedir des de 1873 als pares escolapis.

## Patrimoni

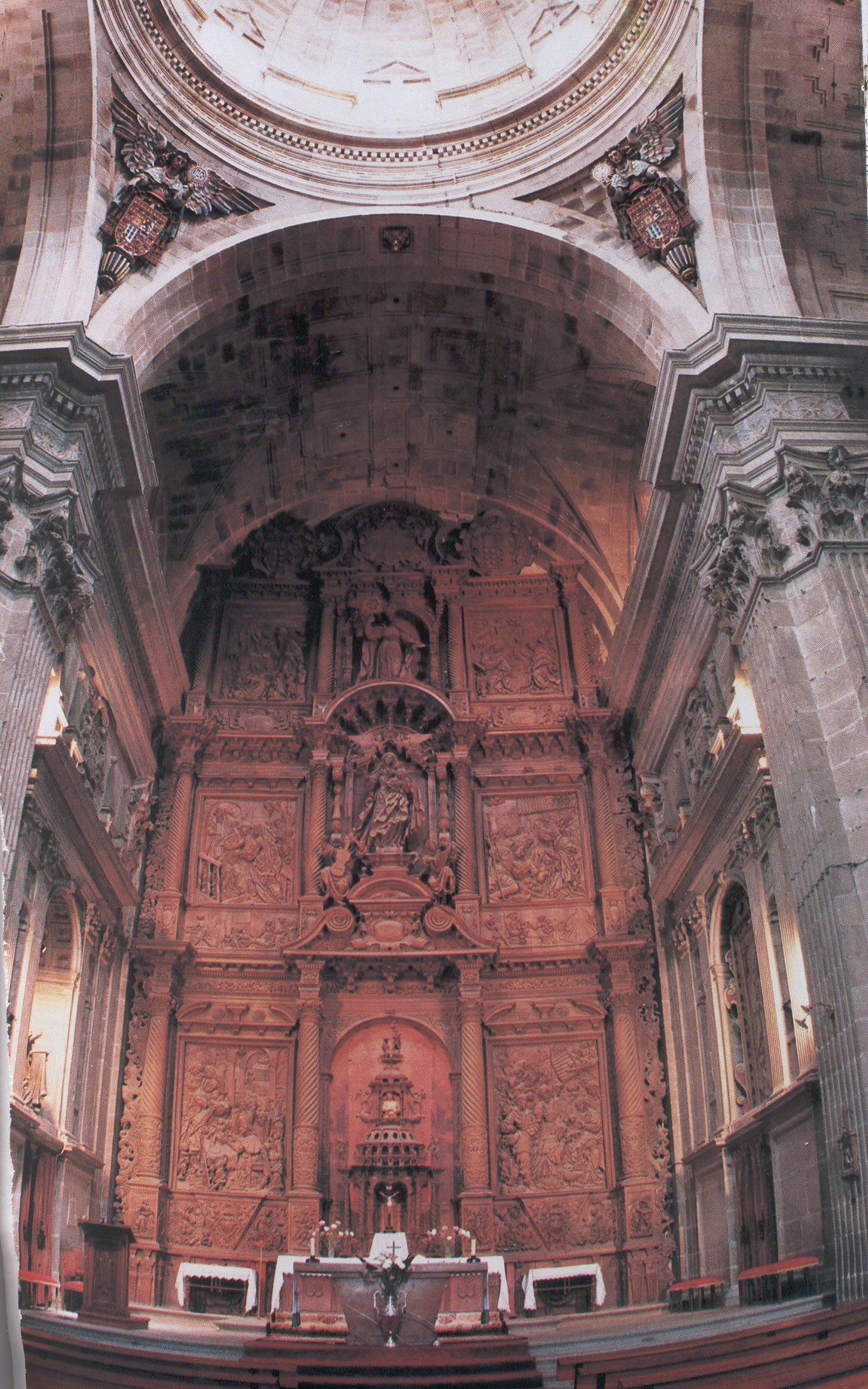
Retaule de l'església, obra de Francisco de Moure.

A partir de 1590 s'introdueix a Galícia el conegut com a estil herrerià, escola val·lisoletana liderada per l'arquitecte Juan de Herrera que va difondre una visió particular de l'estil clàssic romà. L'obra clau d'aquest corrent renaixentista a Galícia és aquest Col·legi del cardenal, del qual van ser els seus autors els mestres arquitectes jesuïtes Andrés Ruiz, Juan de Tolosa i Juan Bustamante, i amb la intervenció de Juan de Nates i Simón de Monasterio. Entre ells van destacar Tolosa i Nates, importants deixebles d'Herrera.
El pare Andrés Ruiz va ser el primer arquitecte de l'obra. D'ell només sabem que va fer-ne les traces, que van ser presentades el 1592 per licitar les contractes. A l'any següent el substitueix Juan de Tolosa, a qui s'atribueix el projecte del temple, figura essencial del conjunt.
Per aquesta obra, Juan de Tolosa va trencar amb els patrons de treball de la pedra i va seguir els models dels elements clàssics, com consta en documents contemporanis, corrent la realització material de la construcció a càrrec dels mestres Diego de Isla, Juan de Cajigas o Juan i Pedro de Sierra.
Amb l'església a l'eix dels dos patis simètrics, es presenta amb una única façana pel temple i l'edifici. Aquesta amb la façana de l'església al mig, s'ordena en dos cossos superposats. El cos baix està realitzat amb una composició decorativa en estil dòric de forta influència italiana. En el cos superior amb les seves pilastres jòniques té un origen herrerià inequívoc. Possiblement això es deu a la participació de Tolosa i Bustamante a la baixa i Nates a la superior. Per acabar, la finalització superior exterior amb una galeria s'allunya de l'estil escorialenc per apropar-se a una solució molt en l'estil de Rodrigo Gil de Hontañón.

### L'església

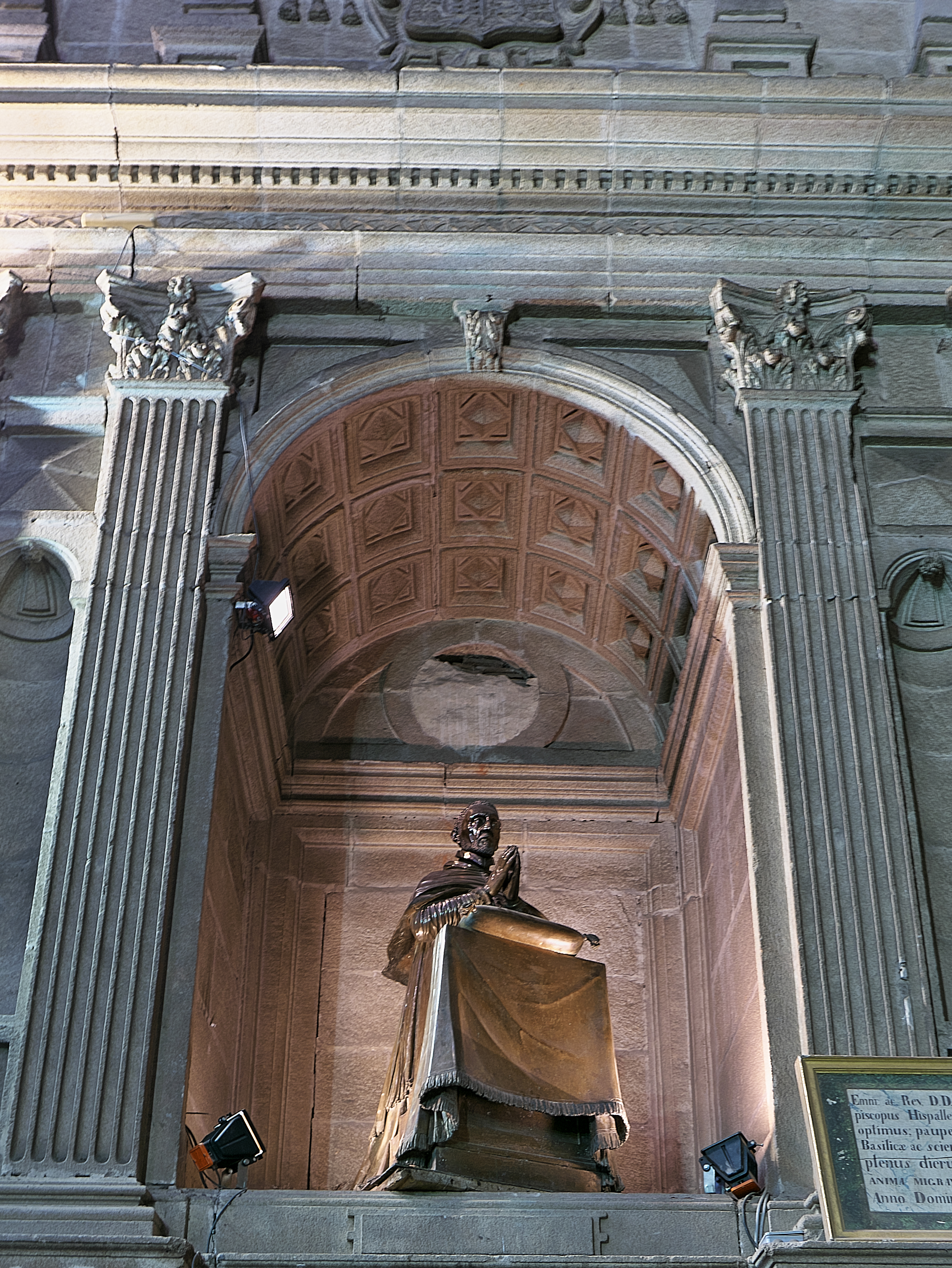
Rodrigo de Castro, estàtua orant

L'església del col·legi és de planta de creu llatina, típica de les de la companyia, és a dir, amb braços curts, i la creu coronada per una gran cúpula clàssica. La nau principal destaca per la seua mida, l'absis rectangular i les capelles laterals que unides entre si componen els seus murs interiors amb grans pilastres clàssiques sobre les quals corre un fris en el qual descansen les voltes de canó i d'aresta de les naus i les capelles. L'ordre utilitzat va ser el corinti.
EL'impressionant retaule, per la bellesa i mida, és de fusta de noguera sense pintar, esculpida per Francisco de Moure, que no va poder acabar-lo en vida i va ser rematat pel seu fill. A prop del retaule podem observar una estàtua orant del cardenal Rodrigo de Castro, obra de Juan de Bolonia, molt apreciada per la perfecció i singularitat. L'estàtua, posada sobre les restes del cardenal, ora enfrontada a un quadre que representa a la Mare de Déu de l'Antiga. Es va descobrir que darrere del quadre hi havia una altra sepultura i diferents estudis van revelar que es tractava de la mare del cardenal i III Comtessa de Lemos, Beatriz de Castro.

### El col·legi
El col·legi té dos claustres i l'ala oest sembla inacabada. Hi trobem els escuts dels comtes de Lemos i dels jesuïtes. Només el situat al costat sud del temple és d'estil renaixentista, i va ser aixecat en ordre dòric per Simón de Monasterio ja al segle xvii.
Cal destacar també l'escala monumental, construïda entre 1594 i 1603. Es troba a l'ala est i el seu disseny és particularment interessant per estar construïda sobre tres arcades, sense suports aparents, que suporten tretze, nou i tretze esglaons respectivament. L'escala es troba "en l'aire" i se sosté per un joc de forces acuradament calculat. Els seus esglaons també són dignes de menció pel fet d'estar fets d'una sola peça de granit de gran qualitat. A terra s'hi pot observar el dibuix de la projecció de l'escala, un traçat que va servir per a la construcció.

### Pinacoteca

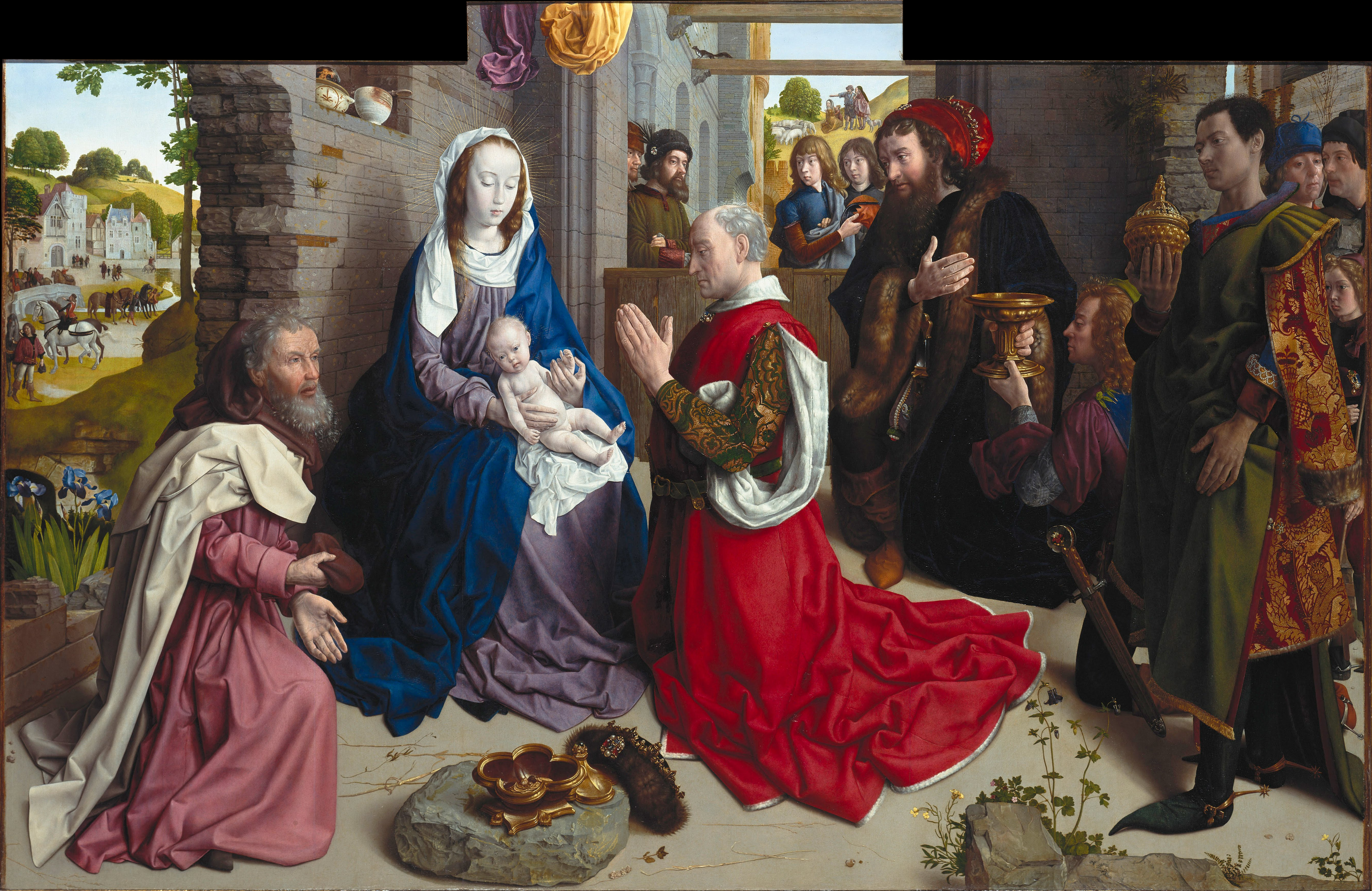
Patrimoni gallec a l'exterior. L'Adoració dels Mags, de Van der Goes.

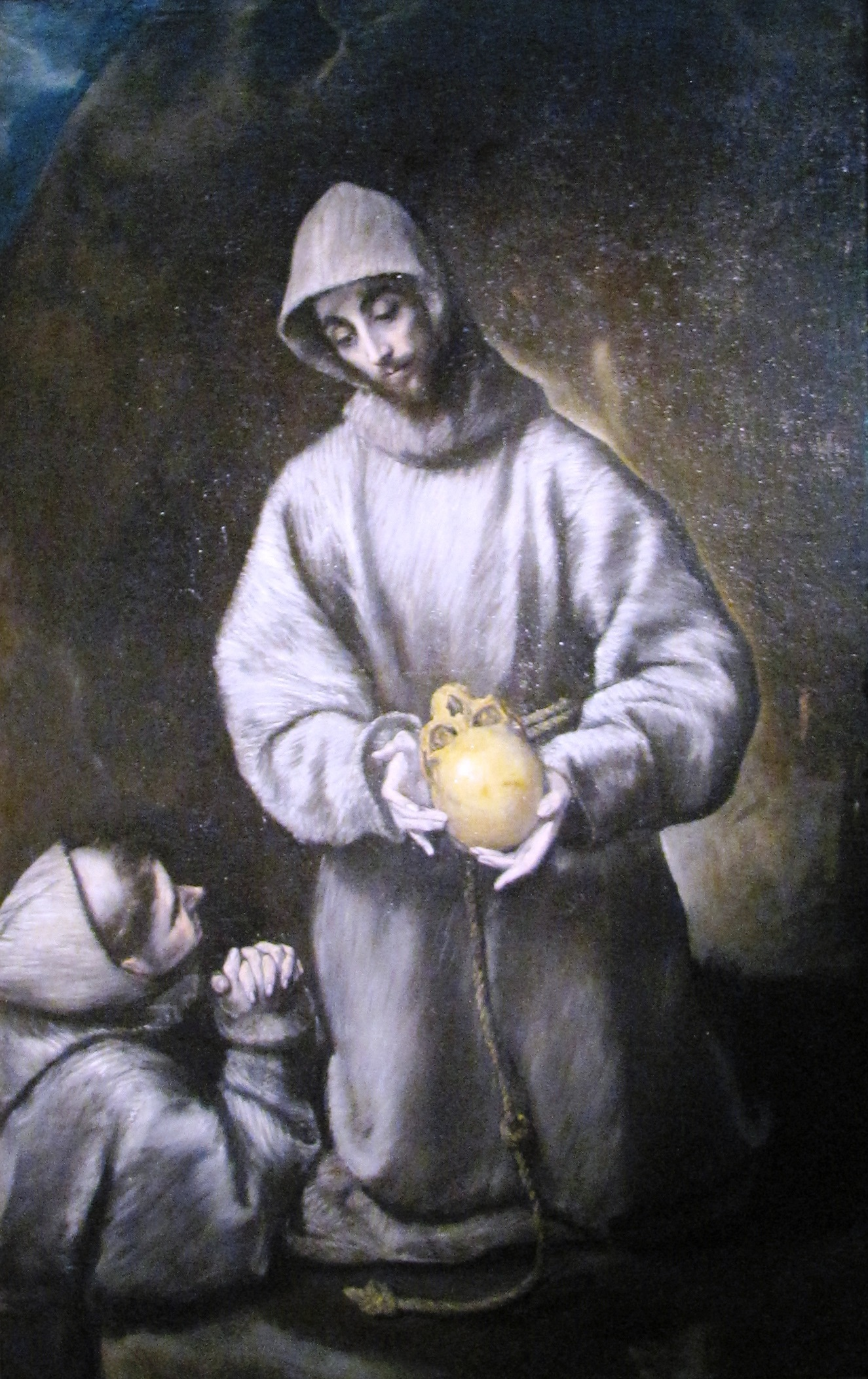
San Francesc, obra del Greco.

Disposa també d'una important pinacoteca, en la qual destaquen diverses obres del Greco; un magistral Sant Francesc i Fray León meditant sobre la mort, que sembla preguntar-se sobre la vida i la mort mentre sosté un crani; segons els crítics i especialistes, estem davant d'una obra d'una gran qualitat, que iguala o supera a dos exemplars coneguts del mateix tema, constituint una de les obres més importants del Greco. El Sant Llorenç és també una obra molt apreciada, per ésser un dels escassos quadres de devoció que va pintar quan va arribar a Toledo, on el va adquirir Rodrigo de Castro quan hi era inquisidor.
S'hi poden contemplar també cinc obres del pintor italià Andrea del Sarto: Sant Pere, Sant Joan Baptista, Santa Agnès, Santa Margarida i Santa Caterina. Del quadre de L'Adoració del Reis d'Hugo van der Goes només en queda una còpia, ja que el Retaule de Monforte es va vendre el 1913 al museu Kaiser Frederik de Berlín per 1.200.000 pessetes, que van permetre acabar les obres del col·legi. També hi ha dues pintures a l'oli de l'escola compostel·lana (El judici final i La mort) i un retrat del Cardenal per Francisco Pacheco.
El museu també inclou diversos incunables, entre els quals trobem Llibre de la caça d'aus, tractat de falconeria escrit per Pedro López de Ayala durant el seu captiveri a Portugal.

## Galeria fotogràfica

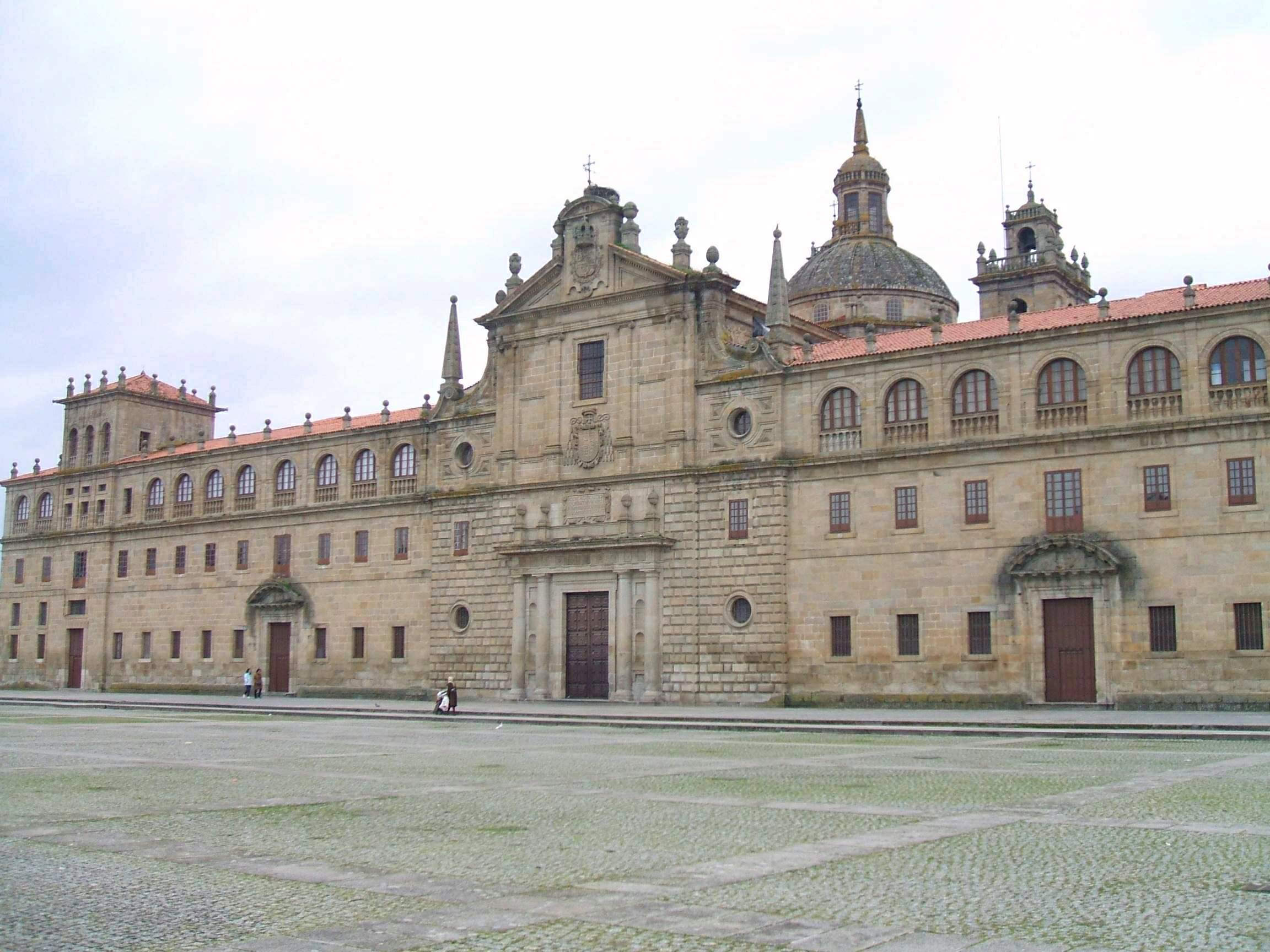
Façana principal
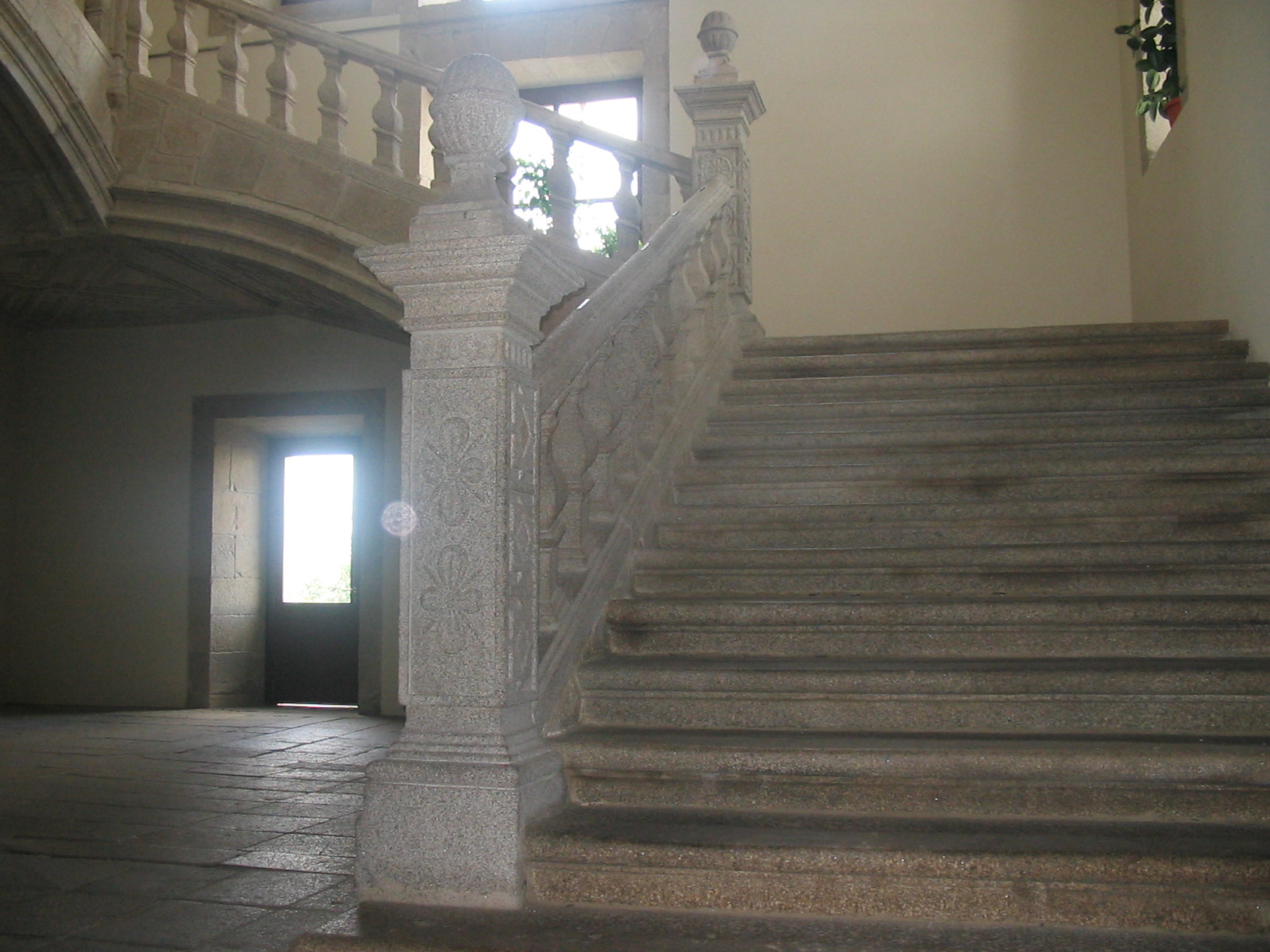
Escala monumental